# Masaaki Koido
Masaaki Koido (小井土 正亮 Koido Masaaki?), född 9 april 1978 i Gifu prefektur, är en japansk före detta fotbollsspelare.
Koido började sin karriär 2001 i Mito HollyHock. Han avslutade karriären 2001.